# Cupido talliola
Cupido talliola är en fjärilsart som beskrevs av Mz. Cupido talliola ingår i släktet Cupido och familjen juvelvingar. Inga underarter finns listade i Catalogue of Life.